# Bentiu
Bentiu (in arabo بانتيو‎?, anche chiamata Bantiu) era la capitale dello stato sudanese dell'Unità (al-Wahda). La città è situata entro i confini del nuovo stato autonomo del Sudan Meridionale, dista 750 km dalla capitale sudanese di Khartoum ed è ubicata sulle rive meridionali del fiume Bahr el Ghazal.
Ci sono giacimenti di petrolio attorno alla città che sono sfruttati da compagnie internazionali. Dopo la grande distruzione della Seconda Guerra Civile Sudanese le infrastrutture della città stanno per essere ricostruite. Nella futura città dovrebbe anche sorgere la Western Upper Nile University.